# West Covina
West Covina è una città situata nella parte orientale della contea di Los Angeles, in California. Al censimento del 2000, la città aveva una popolazione totale di 105 080 abitanti. È la 50ª più grande città della California.
A West Covina è ambientata la serie TV Crazy ex-Girlfriend.